# ريا كارمي
ريا كارمي (بالإنجليزية: Rhea Carmi)‏ هي رسامة أمريكية، ولدت في 3 أبريل 1942 في القدس في إسرائيل.

## وصلات خارجية
- الموقع الرسمي